# College of Saint Mary
Il College of Saint Mary è un'università privata di indirizzo cattolico con sede a Omaha, nello stato americano del Nebraska.
Il college fu fondato nel 1923 dalle suore della misericordia per la formazione delle docenti destinate all'insegnamento nelle scuole cattoliche.